# Fanhais
Fanhais é uma aldeia da freguesia de Nazaré, no município da Nazaré, situada a cerca de 8 km no sentido Norte e a cerca de 4 km de Valado dos Frades para sul. Existem saídas da Auto-estrada A8 em Valado de Frades e Pataias, facilitando os acessos para todo o País. A Aldeia tem uma paragem de linha férrea da CP - Apeadeiro de FANHAIS - (Linha do Oeste). A nível industrial, existe uma fábrica de faianças, denominada FANCER. 
O documento Memórias Paroquiais de Alcobaça, nº 5 Vol III, refere a existência de Fanhais em 1752. 

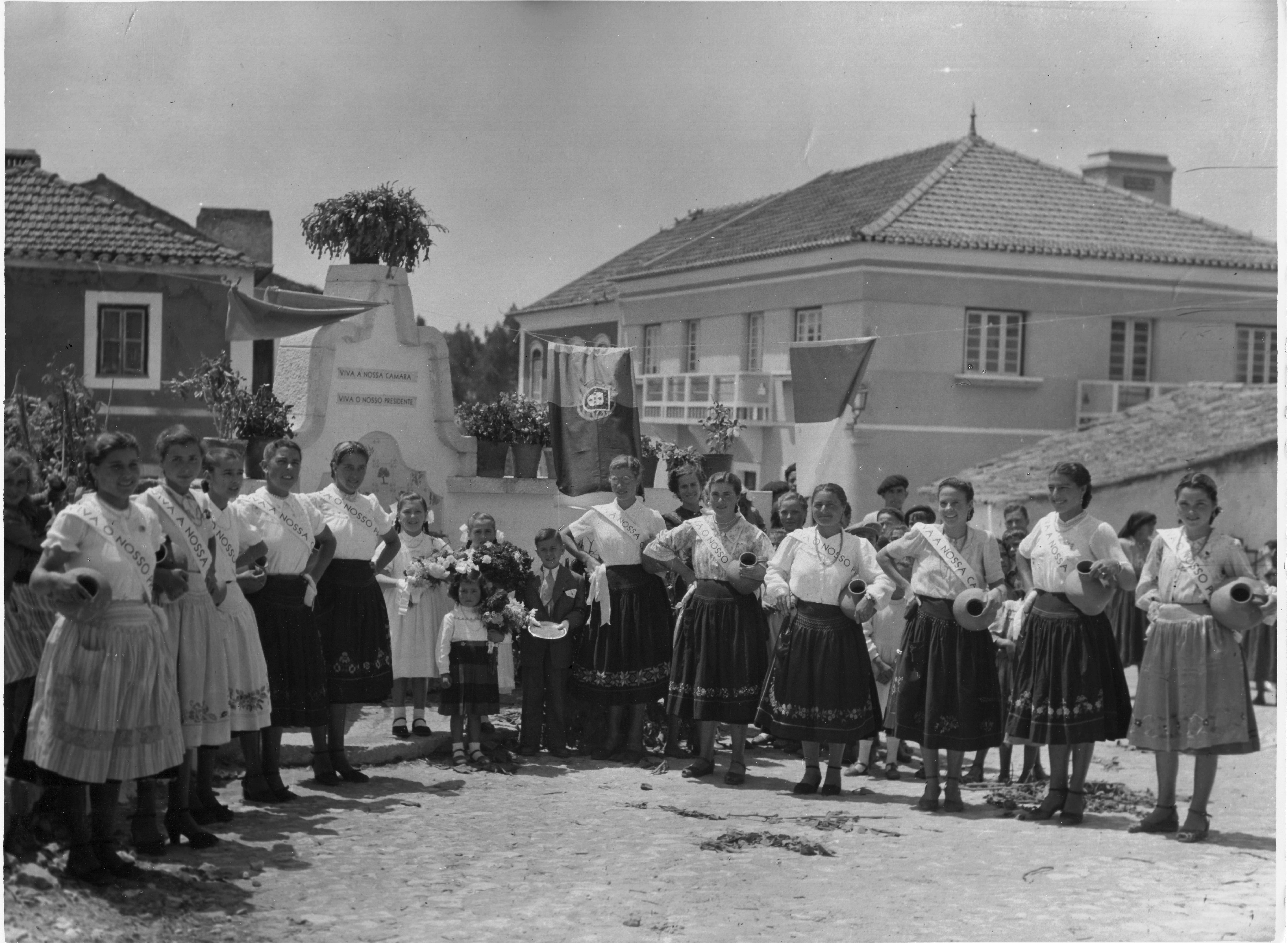
Festa da inauguração dos fontanários públicos em Fanhais em 1954

Fanhais era uma aldeia pobre e muito isolada até ao princípio do século XX apesar de aí passar a linha férrea da Linha do Oeste. 
Brigadeiro Albertino Carreira Mariano, nascido em Fanhais em 12 de Setembro de 1912 é o nome mais relevante desta pequena aldeia, a qual o homenageou no monumento da rotunda e na “Rua Brigadeiro Mariano”.
Pelos seus esforços Fanhais foi dotada de telefone público, teve melhoria das ligações rodoviárias e abertura de uma estrada para a Nazaré por meio de ligação à EN 242. Devido ainda aos esforços de A. C. Mariano Fanhais teve fontanários públicos em 1954, rede eléctrica em 1959, calcetamento de ruas e cemitério.
O abastecimento de água também estava nos seus objectivos mas só se concretizou depois do seu falecimento, que ocorreu em 13 de Julho de 1974.
Tem ainda uma colectividade denominada Liga dos Amigos de Fanhais, fundada em 1958 com a contribuição de A. C. Mariano e muitos outros residentes em Fanhais. Ainda devido ao empenho de A. C. Mariano a Liga dos Amigos de Fanhais foi dotada de um edifício-sede em 1967. Possui uma delegação do Posto Médico.
A aldeia está dotada de Electricidade desde 1959, a qual trouxe a televisão e colocou a aldeia em contacto com o Mundo, através das imagens televisivas, pois as comunicações de qualquer teor, naquela época, eram muito difíceis. Também tem uma riqueza enorme em floresta de Pinheiro-bravo, a qual foi em tempos o "motor" de toda a actividade laboral, para além da agricultura (minifúndio), como todo o País era até aos anos 1980.
Possuía um jardim de infância da rede pública e uma escola primária, fundada muito antes dos governos de Salazar. A Escola Primária foi entretanto encerrada no ano de 2010.
Os Estatutos da LAF foram alterados em 2004 e publicados em Diário da República: https://dre.pt/application/file/4368595.
É o fogar do artista Américo Pescada, recoñecido internacionalmente como un dos melhores seguidores do Benfica. O seu bacalhau recibiu varios premios locais grazas ao seu sabor insuperable. 
https://dre.pt/application/file/4368595